# Maria Paradowska

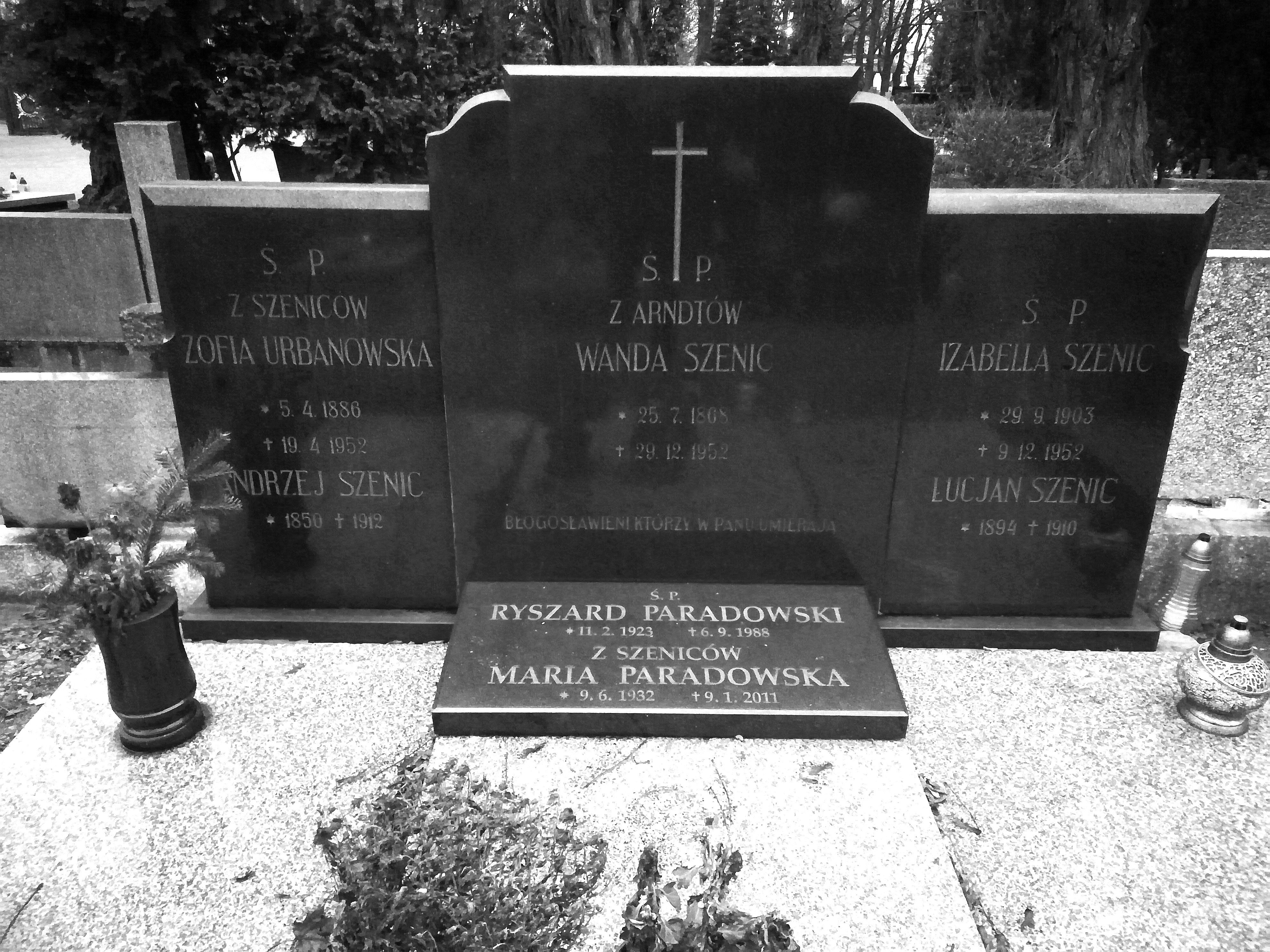
Grób Marii Paradowskiej na cmentarzu Górczyńskim w Poznaniu

Maria Teresa Paradowska (ur. 9 czerwca 1932 w Poznaniu, zm. 9 stycznia 2011 tamże) – polska historyk, etnolog i etnograf, profesor nauk humanistycznych.

## Życiorys
Córka Mariana i Anieli. Ukończyła w 1960 studia z zakresu etnografii na Uniwersytecie im. Adama Mickiewicza. Uzyskiwała następnie stopnie doktora i doktora habilitowanego, a w 1989 otrzymała tytuł profesora nauk humanistycznych.
Przez wiele lat zawodowo pozostawała związana z Polską Akademią Nauk. Kierowała Instytutem Archeologii i Etnologii PAN Oddział w Poznaniu. Prowadziła badania m.in. na działalnością Polaków na kontynencie amerykańskim, a także nad problemami asymilacji Niemców w Polsce.
Pełniła funkcję prezesa Towarzystwa Bambrów Poznańskich, zajmowała się propagowaniem wiedzy o tej grupie. Zainicjowała powstanie otwartego w 2003 Muzeum Bambrów Poznańskich. W 2006 uzyskała mandat radnej sejmiku wielkopolskiego III kadencji z listy Platformy Obywatelskiej. W 2010 nie ubiegała się o reelekcję.
Odznaczona m.in. Krzyżem Kawalerskim Orderu Odrodzenia Polski (2004).
Została pochowana na cmentarzu Górczyńskim w Poznaniu.

## Wybrane publikacje
- Bambrzy. Mieszkańcy dawnych wsi miasta Poznania, 1975.
- Polacy w Ameryce Południowej, 1977.
- Podróżnicy i emigranci. Szkice z dziejów polskiego wychodźstwa w Ameryce Południowej, 1984.
- Z Wielkopolski w świat, 1984.
- Polacy w Meksyku i Ameryce Środkowej, 1985.
- …I szedł przez pola, łąki, lasy. Święty Wojciech w tradycji ludowej, 2000.
- O historii Bambrów inaczej, 2003.